# Catedral de San Carlos de Bariloche
A Catedral de San Carlos de Bariloche ("Nossa Senhora do Nahuel Huapi") é o principal templo católico da cidade de San Carlos de Bariloche, na Argentina. Encontra-se na interseção das ruas Almirante Ou’Connor e Beschtedt, rodeada por duas praças com formosos jardins. É a sé episcopal da Diocese de Bariloche, sufragânea da Arquidiocese de Bahía Blanca.
Para a construção da Catedral de Bariloche, o arquiteto Alejandro Bustillo ofereceu seu projeto gratuitamente. Seu sentimento orientou-se em um estilo neogótico com reminiscências francesas. Um projeto que incluía, procurado ou não, algo das herméticas ciências medievais.
O edifício tem forma de cruz latina. Sua cabeceira está orientada exatamente ao Leste, de modo que o sol alumia desde o começo do dia. Assim também se consegue esfumar as diversas variações da luz, ao passar pelos vitrais. Vista desde o exterior, geram-se planos de luz e sombra acentuando seus rasgos arquitetônicos já mencionados.
O material usado para seu edificação foi a “pedra branca”. É curioso notar, expressado por alguns feligreses, como o efeito que gera este mineral, pode transportar a um mundo interior de sensível austeridade. Impressão vinculada talvez com as grutas dos primeiros cristãos, que encontravam nestes meios de construção (pedra) os meios para edificar.
No caso do teto, são de cor negra e culminam em um campanário de 69 metros em forma de agulha.

## História

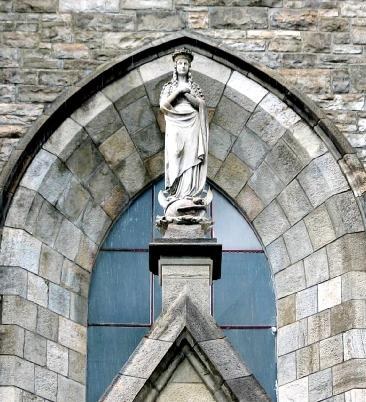
O reconhecido historiador, Ricardo Vallmitjana nos conta em seu livro “La Catedral de Bariloche” sobre o senhor don Giovanni Battista Andreoli, singelo obreiro que entalhou a figura da Virgem Maria.
Utilizou a mesma pedra branca do resto do edifício, extraída do canteiro do Cerro Carbón, para lograr uma belíssima imagem, que se encontra no exterior sobre o grande portal da Catedral. Foi denominada pelo próprio autor da obra, “La Madonna”. E insistiu em manter em o anonimato seu nome dizendo que: “são coisas entre Deus e eu”.

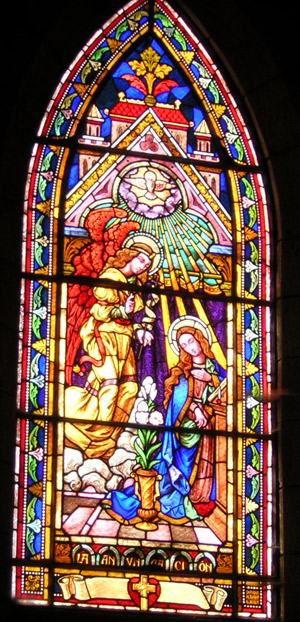
Vitral da Catedral.

O reconhecido historiador, Ricardo Vallmitjana conta-nos em seu livro “A Catedral de Bariloche” sobre o senhor dom Giovanni Battista Andreoli, singelo operário que talhou a figura da Virgem Maria. Utilizou a mesma pedra branca do resto do edifício, extraída do canteiro do Cerro Carvão, para conseguir uma belíssima imagem, que se encontra no exterior sobre o grande portal da Catedral. Foi denominada pelo próprio autor da obra, “A Madonna”. E fez questão de manter no anonimato seu nome alegando que: “são coisas entre Deus e eu”.
Alejandro Bustillo fazia parte de uma equipa de urbanistas, coordenados por presidente de Parques Nacionais, o Dr. Exequiel Bustillo (irmão de Alejandro Bustillo). Este grupo, entre quem encontravam-se ademais Ernesto Estrada e Miguel Ángel Cesari, foi o propulsor de obras tais como o Centro Cívico, o Hotel Llao- Llao, entre outros.
Dado que as características do projeto, por sua envergadura, falava de algo importante e difícil ser sustentado pela comunidade de fiéis, desde o âmbito econômico, a nação ofereceu o dinheiro para sua concretização.
Em 1942 regularizou-se o domínio do terreno onde iniciou dois anos mais tarde se concluiu com a estrutura de concreto realizada pela Companhia Geral de Construções com a condução do Engenheiro Pedro Faukland, atuando como capataz dom Esteban Capitanich. Foi quando começam seu trabalho os pedreiros.
Depois se nomeou capataz da equipe de dom José Lukman, esloveno de nascimento, pedreiro por herança, recebido em sua juventude depois de quatro anos de escola talhando em covas romanas de Duino-Aurisina. Esteve a cargo de um grupo de ao redor de 20 pessoas, onde só 6 conheciam o oficio completamente, o resto eram aprendizes. Ele foi quem desenhou e lavrou as molduras que lhe dão elegância ao conjunto, e quem a golpes de porrete deu forma à maioria dos arcos e à pedra de encaixe.
Exequiel Bustillo proveu uma Comissão de Damas, que, presidida pela senhora Isabel Nevares de Ortiz Basualdo - irmã do bispo Jaime de Nevares- conseguiu reunir por doações o dinheiro suficiente para encarregar os vitrais. A confecção do os vitrais foi feita por um francês chamado Enrique A. Thomas, em Buenos Aires.
Para determinar que imagens corresponderiam ao templo o Dr. Exequiel Bustillo comunicou-se com monsenhor Essandi sugerindo tibiamente sobre a possibilidade de que estas imagens tivessem vinculações regionais, participação que o sacerdote aceitou com entusiasmo. E assim surgiu da oficina de Enrique Thomas uma preciosa imagem de Nossa Senhora do Nahuel Huapi - patroa do templo- e imagens vernáculas. Em 4 de junho de 2004 chega desde Achao, Ilha Grande de Chiloé, Chile, uma réplica de uma imagem perdida e que acompanho ao primeiro assentamento jesuíta a orlas do Nahuel Huapi. Dita replica foi realizada pelo escultor chilote Milton Muñoz em um bloco de milenario alerce. Hoje dita imagem se situa no altar maior da catedral e é a atual Imagem patroa da cidade. Nos vitrais estão representados, ademais, os aborígenes, o pai jesuíta Nicolás Mascardi, frei Francisco Menéndez, o mesmíssimo geral Julio Argentino Rocha, Ceferino Namuncurá, o pai Milanesio - o primeiro curador do povo de Bariloche - e até os criadores do templo: os arquitetos Alejandro Bustillo representado como San Rafael - e Miguel Angel Césari, como São Miguel Arcanjo.
Os vitrais foram colocados em 1947, ficando a obra concluída por fora, com o interior ainda em bruto e andar de cimento alisado. Mesmo assim os vizinhos, entre eles Luis Fernández e Pablo Depellegrin, projetou alguns bancos. No campanário, sem sinos, instalou-se um carrilhão com amplificadores, que por longos anos, acompanhou com seu excelente som de sinos ao povo de Bariloche.

## Via Cruzis
São catorze peças de arte religiosa contemporânea, com motivos que nascem com os albores do cristianismo.
As peças, com formas ogivais (góticas), foram moldadas em argila e depois cozidas em forno de cerâmica.
O autor da Via Cruzis é Alejandro Santana, arquiteto de Bariloche.

## Virgem das Neves
Na nave esquerda encontra-se Nossa Senhora das Neves, fiel representante e protetora das famílias e os montanhistas.